# Bildwand

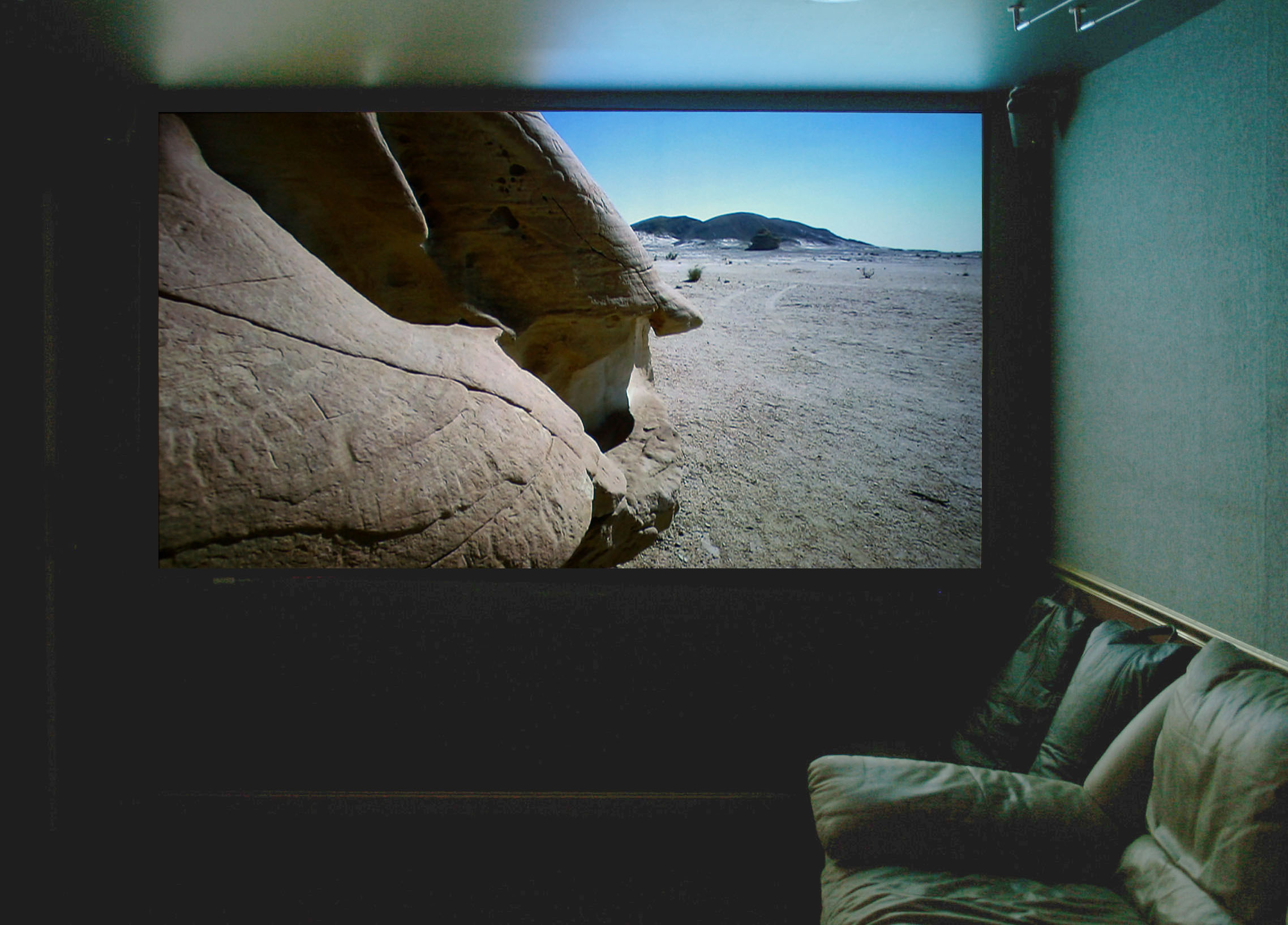
Bildwand eines Heimkinos

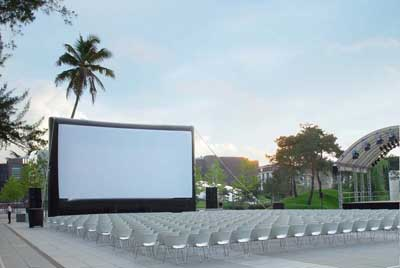
Mobile Bildwand (aufblasbare Leinwand)

Eine Bildwand oder Projektionswand, ursprünglich und umgangssprachlich auch Leinwand, ist eine für Projektionszwecke vorbereitete ebene oder gekrümmte Auffangfläche (Projektionsfläche) zur Betrachtung des projizierten Bildes. Moderne Auflichtbildwände haben eine diffus streuende Reflexion; Durchlichtbildwände für die Rückprojektion benötigen eine diffus streuende Transmission (→ Mattscheibe).

## Ausführung
Die Fläche kann beispielsweise ein weißes Tuch (bemalte oder gesprühte Leinwand) oder eine weiße Wand in einem Raum sein. Eine bessere Bildwiedergabe wird jedoch mit speziellen Bildwänden erreicht. Sie sind meist als Rollo ausgeführt, an einem Stativ befestigt oder in einen Rahmen gespannt. Früher waren diese Gewebe tatsächlich aus Leinen oder Baumwolle. Meist werden beschichtete Glasfasergewebe verwendet, um Verformungen zu vermeiden und die Tücher schwer entflammbar zu machen.
Im Kino werden oft gekrümmte Flächen verwendet, um einen größeren Betrachtungswinkel der Zuschauer zu ermöglichen. Unbedingt notwendig sind gekrümmte Bildwände in Kuppeln von Planetarien und bei IMAX-Dome-Kinos. Für die Aufstellung von Lautsprechern hinter der Bildwand gibt es durch Mikroperforation akustisch durchlässige Bildwände. Für Sonderanwendungen werden hohlspiegelförmige Bildwände mit metallischen Beschichtungen (Alu-Flitter in Kunstharzlack) verwendet, die einen erheblich höheren Leuchtdichtefaktor für den mittleren Bereich haben.
Transparente Bildwände für die Rückprojektion werden aus mattiertem oder beschichten Glas oder Kunststoffplatten hergestellt. Für spezielle Anforderungen kann zusätzlich eine Fresnel-Linse zur definierten Lichtführung vorgesehen werden. Anwendung bei kompakten Projektionseinheiten. Je weniger Unebenheiten und je weißer die Fläche, umso realistischer wird das Bild wiedergegeben. Für mobile Bildwände in Autokinos und bei Freiluftveranstaltungen werden aufblasbare Ausführung (Airscreen) eingesetzt.

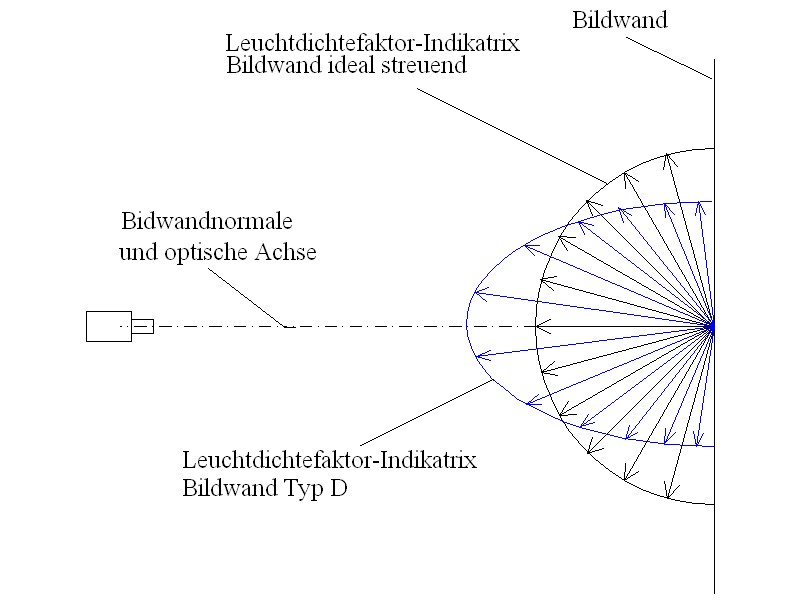
Leuchtdichtefaktor-Indikatrix, Vergleich ideal streuende Bildwand zu realer diffus reflektierender Bildwand Typ D

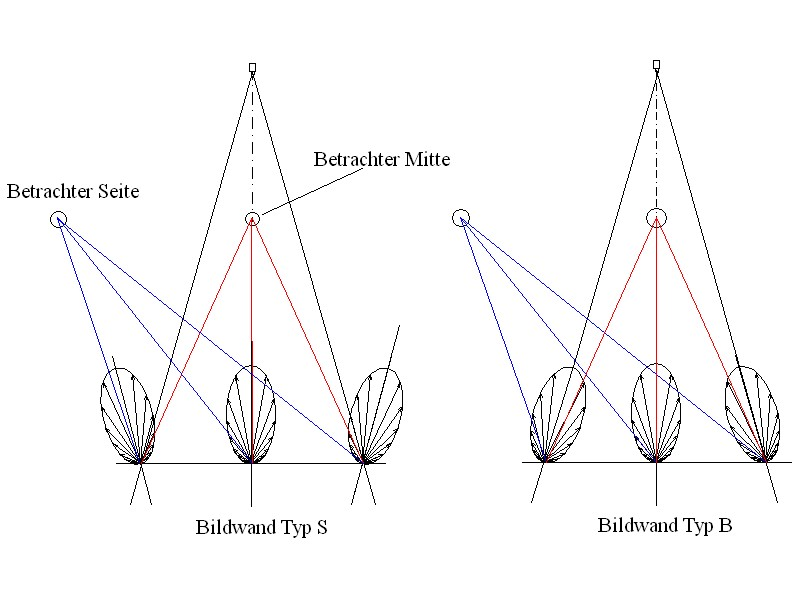
Vergleich einer Bildwand Typ S und Typ B zur Gleichmäßigkeit der Leuchtdichte

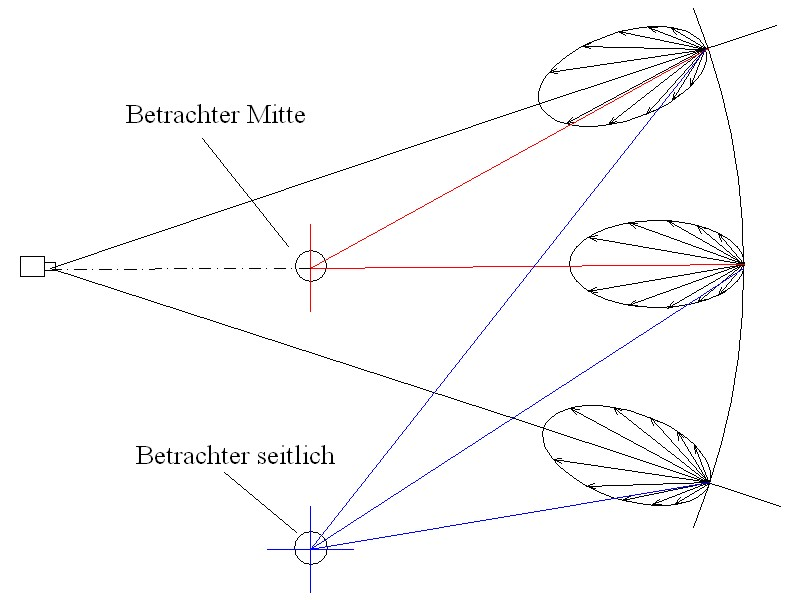
Leuchtdichteverteilung, Bildwand gekrümmt

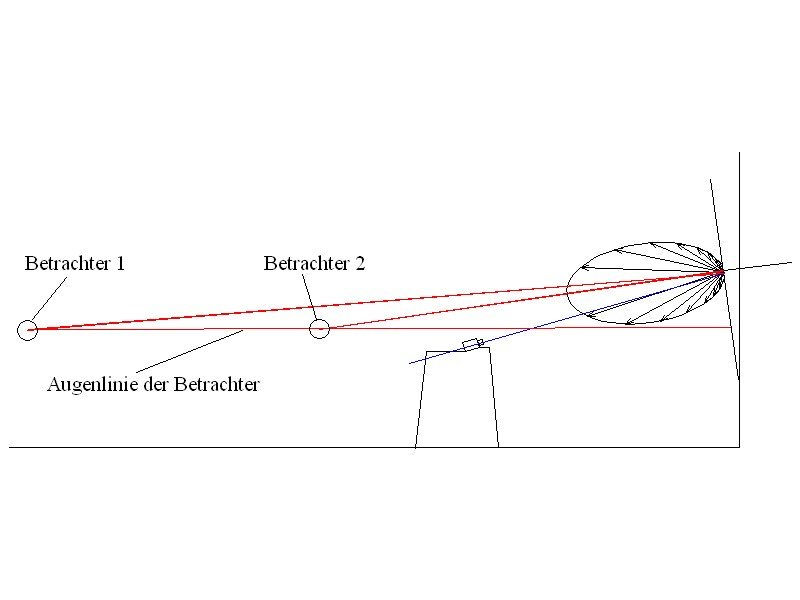
GeneigtBildwand mit besserer Verteilung der Leuchtdichte zum Betrachter

## Bildwandeigenschaften
Eine Auflicht-Bildwand soll einerseits ein hohes Reflexionsvermögen haben, andererseits das Licht gleichmäßig an die seitlichen Betrachterplätze verteilen. Gefordert werden eine ausreichende Leuchtdichte und eine gute Leuchtdichteverteilung. Außerdem müssen die Reflexionen zur Vermeidung eines Hotspots diffus sein.
Für transparente Bildwände gelten ähnliche Forderungen, hohe Transparenz, diffuse Streuung zu den Seiten und kein Hotspot.

## Leuchtdichtefaktor, Gain
Eine der wichtigen Eigenschaften ist das Reflexionsvermögen, das durch den Leuchtdichtefaktor beschrieben wird. Als Vergleich wird Bariumsulfat, BaSO4, als Weißstandard verwendet. Der Leuchtdichtefaktor wird bei nahezu senkrechter Projektion in der Mitte der Bildwand gemessen. Der Leuchtdichtefaktor ist die Leuchtdichte einer Bildwandprobe geteilt durch die Leuchtdichte eines Weißstandards. Der Leuchtdichtefaktor Gain ist auf der Bildwandnormalen für eine Bildwand Typ D im Vergleich zum Weißstandard größer als 1. Je nach Abweichung von der Bildwandnormalen ändert sich dieser Wert.
Um ein besseres Schwarz in einem hellen Raum zu erreichen, werden zunehmend Leinwände mit einem Gainfaktor von 0,6 genutzt. Diese schwarzen Leinwände nutzen das gleiche Prinzip wie Röhrenfernseher oder LC-Displays. Um den nötigen Kontrast zu erreichen, sind dann Projektoren mit mehr als 3000 ANSI-Lumen einzusetzen.

## Leuchtdichtefaktor-Indikatrix
Die Abhängigkeit des Leuchtdichtefaktors von reflektiertem Winkel wird in der Leuchtdichtefaktor-Indikatrix dargestellt. Die Indikatrix zeigt die Verteilung der Leuchtdichte über die verschiedenen Winkel. Ein Betrachter hat aus verschiedenen Positionen einen unterschiedlichen Eindruck von der Gleichmäßigkeit der Leuchtdichte.
Die Leuchtdichtefaktor-Indikatrix einer Bildwand Typ D zeigt für den mittleren Bereich einer Erhöhung der reflektierten Leuchtdichte und für den seitlichen Bereich im Vergleich zur Indikatrix des Ideals eine Reduzierung. Anders verhalten sich die Bildwände Typ S und B. Die Bildwand Typ S, specular screen, reflektiert das Licht vom Projektor mehr wie ein Spiegel. Bei der Bildwand Typ B, beaded screen, wird das Licht des Projektors von der Bildwand in Richtung Projektor zurückgestrahlt. Der Betrachter in der Raummitte sieht ein gleichmäßig beleuchtetes Bild und der Betrachter an der Seite hat einen guten gleichmäßigen Eindruck von der Beleuchtung des Bildes, wenn auch dunkler.
Bei einer gekrümmten Wand ist diese Leuchtdichtereduzierung an den Seiten erheblich verbessert. Eine gekrümmte Bildwand ergibt für den seitlichen Betrachter eine wesentliche Verbesserung der Lichtverhältnisse. Der Krümmungsradius der Bildwand ist gleich dem Abstand des Projektors zur Bildwand. Hohlspiegelförmig ausgeführte starre Bildwände nutzen die Vorteile einer Krümmung sowohl für die horizontale, als auch für die vertikale Ausrichtung.

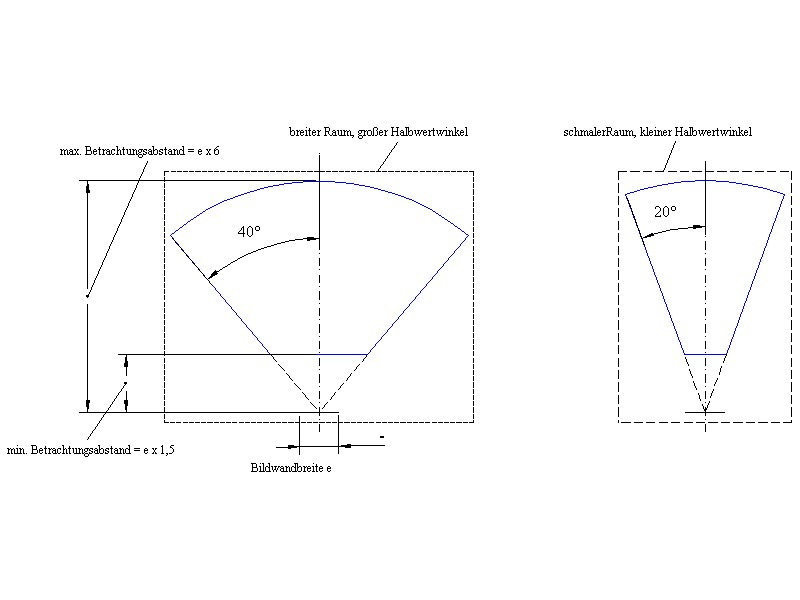
Bildwand mit großem oder schmalem Halbwertwinkel und deren Einfluss auf den Betrachterraum

Eine Optimierung der Leuchtdichte sollte auch für die vertikale Ausrichtung erfolgen. Je nach Aufstellort des Projektors kann die Bildwand so geneigt werden, dass das Maximum der Leuchtdichte in Richtung der Betrachter zeigt und beispielsweise nicht die Raumdecke beleuchtet. Der Halbwertswinkel gibt den Winkel an, bei dem die Leutdichte auf 50 % des Wertes, bezogen auf die Bildwandnormale abfällt. Wenn an den Seitenplätzen ein Lichtabfall von maximal 50 % zugelassen ist, wird durch diesen Winkel die Betrachterfläche begrenzt.

## Arten von Bildwänden
In der DIN 19045-4 ist die „Projektion von Steh- und Laufbild“ definiert und im Teil 4 „Reflexions- und Transmissionseigenschaften von Bildwänden; kennzeichnende Größen, Bildwandtyp, Messung, Dez. 1998“ sind die Bildwände eingeteilt. Nach dem Leuchtdichtefaktor werden vier Haupttypen definiert. Mit der DIN 19045-4 vom Dezember 1998 wurden die Bildwandtypen P und M in B und S geändert, außerdem wurde Typ R in R-O und R-S unterteilt.
- Typ D: diffus reflektierende Tuch- und Wandsorten, mit mattem weißem Anstrich, die durch ihre breite Streuung für einen großen Betrachtungswinkel geeignet sind. Dabei sollten größere Betrachtungswinkel als 45° aus Gründen der perspektivischen Verzerrung vermieden werden.
- Typ B: retroreflektive Tuchsorten (B von beaded). Dafür werden Glasperlen eingesetzt, die das Licht bevorzugt in Richtung der Lichtquelle reflektieren. Jede Glaskugel wirkt wie ein Rückstrahler, daher wirkt die Streuverteilung dieser Bildwand vorzugsweise in Richtung der Lichtquelle. Diese Bildwände besitzen neben höherem Kontrast einen größeren Leuchtdichtefaktor, was zu Lasten des maximalen Betrachtungswinkels geht. Kleine Betrachtungsabstände erfordern kleine, eng aneinander liegende Perlen, da sonst die Struktur der Bildwand als störend empfunden wird. Sie werden als Perlwand oder Kristall-Bildwand bezeichnet.[5]
- Typ S: Gerichtet reflektierende Tuchsorten (S von Specular). Sie reflektieren das projizierte Licht ähnlich einem Spiegel in eine bevorzugte Raumrichtung. Auf der Oberfläche des Trägers dieser sogenannten Silberleinwände ist eine dünne Schicht aus Metallteilchen (Alu-Flitter in Kunstharzlack) angebracht. Zusätzlich können noch Riffelungen und Rasterstrukturen angebracht sein, die den Streubereich für die horizontale und die vertikale Richtung definiert verteilen.[1] Bildwände mit metallischen Pigmenten werden für 3-D-Projektionen nach dem Polarisationsverfahren benötigt. Nur diese sind in der Lage, die zur Trennung des linken und rechten Bildes eingesetzten unterschiedlichen Polarisationsrichtungen des Lichtes mit unveränderter Polarisation zu reflektieren.[6] Sie haben konstruktionsbedingt einen eingeschränkten Betrachtungswinkel. Unter dem Stichwort Hellraumleinwände sind Versionen mit hohen Gain-Werten (Gain 18 / Gain 23 / Gain 26) im Markt erschienen, mit denen es möglich ist bei normaler Raumhelligkeit ohne Abdunkelung des Raums eine kontrastreiche Bildwiedergabe zu erzielen.
- Typ R: Bildwände für Rückprojektion (back projection), die nicht reflektieren, sondern durchlässig sind. Sie werden aus Glas (Milchglas oder Opalglas) oder Kunststoff hergestellt. Je nach Wirkungsweise der Rückprojektionswand werden die Typen R-O und R-S unterschieden.
  - Typ R-O: Die Bildwand besteht aus einer Opalscheibe, mit einer einseitig oder doppelseitig mattierten Oberfläche. Durch verschiedene Kunststoffmischungen lässt sich das Streuverhalten beeinflussen. Die Scheiben sind glatt und haben keine Struktur auf der Oberfläche.
  - Typ R-S: Die Lichtführung dieser Bildwand wird durch eine Oberflächenstruktur, z. B. eine Fresnel-Linse beeinflusst. Dadurch wird der Eindruck einer ungleichmäßigen Lichtdichteverteilung bei seitlicher Betrachtung verbessert.[7]

## Bildwandgröße, Formate
Die Größe der Bildwand richtet sich nach dem größten Betrachterabstand und letztlich nach der Raumgröße. Der Betrachter aus der größten Entfernung sollte alle Einzelheiten noch gut erkennen können. Ein Betrachter auf den vorderen Plätzen soll dagegen aus einem kurzen Abstand das Bild noch als Ganzes erfassen können. Damit wird die Größe der Wand vom größten Betrachterabstand festgelegt, der kürzeste Betrachtungsabstand sollte dagegen durch die Anordnung der Betrachterplätze berücksichtigt werden. Eine Herausforderung an die Bildwand entsteht durch die Bedingungen im Freiluftkino.
Als Faustregel gilt:
- Größter Betrachterabstand = Bildwandbreite x 6
- Kleinster Betrachtungsabstand = Bildwandbreite x 1,5

Die Angaben zum kleinsten und größten Betrachtungsabstand beziehen sich auf das „Normalformat“ von ca. 2:3 oder 3:4. Für Breitwandverfahren empfiehlt es sich von einer normierten Breite von b = 1,33 h auszugehen. Eine gesicherte Erkennbarkeit der kleinsten Elemente ist gegeben, wenn auf der Projektionsvorlage die Bedingungen nach „DIN 19045 Projektion von Steh- von Laufbild – Teil 3: Mindestmaße für kleinste Bildelemente, Linienbreiten, Schrift- und Bildzeichengrößen in Originalvorlagen für die Projektion, Ausgabedatum: 1998-12“ eingehalten sind.
Wenn eine Bildwand für verschiedene Projektionsarten benutzt werden soll, ist eine quadratische Wand zweckmäßig. Es können alle Formate, vom Dia, hoch und quer, Overhead-Formate, verschiedene Film und TV-Formate auf die Wand projiziert werden. Für die Projektion von rechteckigen Formaten kann die Bildwand bei Rollwänden nicht ganz ausgefahren werden.

## Projektion
Die Leuchtdichteverteilung für den Betrachter wird einerseits von der Bildwand bestimmt, andererseits wird sie ebenfalls vom Projektor beeinflusst. Eine Projektion mit einer längeren Brennweite und einem größeren Projektionsabstand trifft die Seiten der Bildwand senkrechter, so wird der Abfall der Leuchtdichte für den seitlichen Betrachter geringer. Die Bildwand wird durch den Lichtstrom des Projektors beleuchtet. Um eine gute Erkennbarkeit des Bildes zu erreichen, muss die Beleuchtungsstärke des projizierten Bildes min. 5x höher sein, als die Beleuchtungsstärke des Nebenlichtes (Raumlicht) auf der Bildwand. Der Bildprojektor (Kinoprojektor, Diaprojektor, Videoprojektor) sollte mittig zur Projektionsfläche ausgerichtet sein, sonst treten Bildverzerrungen auf. Einige Projektoren verfügen über eine Korrekturmöglichkeit für diese Verzerrungen. (Linsenverstellung)
Bemerkung: Die Bildwand ist nur eine Komponente aus dem Bereich Betrachtungs- und Projektionsbedingungen. Ausgehend vom Auge mit seiner kleinsten Auflösung, weiter über die Gestaltung der zu projizierenden Vorlagen, über den Projektor mit einem auf die Raumgröße abgestimmten Lichtstrom und die Gestaltung des Betrachterraumes führt nur ein aufeinander abgestimmtes System zu einem optimalen Erfolg.